# Sideritis laxispicata
Sideritis laxispicata là một loài thực vật có hoa trong họ Hoa môi. Loài này được (Degen & Debeaux) Socorro, I.Tarrega & Zafra miêu tả khoa học đầu tiên năm 1984.